# NGC 851
NGC 851 è una galassia lenticolare situata nella costellazione della Balena, a una distanza di circa 137 milioni di anni luce dalla nostra Via Lattea.

## Scoperta
La galassia è stata scoperta il 30 novembre 1885 dall'astronomo statunitense Edward D. Swift.

## Descrizione
NGC 851 è una galassia il cui nucleo è molto luminoso nell'ultravioletto. È iscritta nel catalogo di Markarian con il codice Mrk 588 (MK 588).